# San Leone (Assoro)

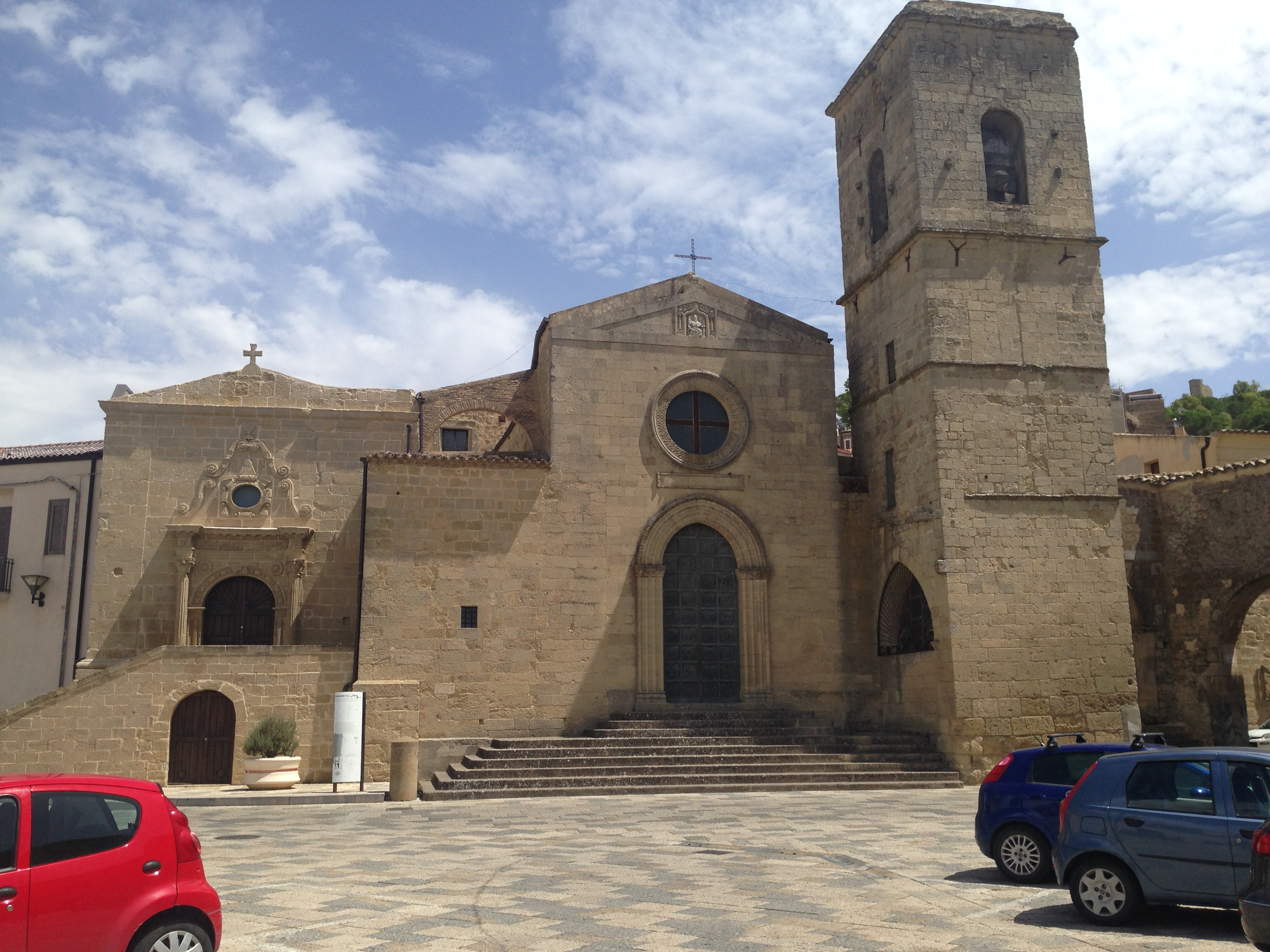
Basilika San Leone

Die Basilika San Leone ist eine römisch-katholische Kirche in Assoro im zentralen Sizilien, Italien. Die Pfarrkirche des Bistums Nicosia ist Leo von Catania gewidmet und trägt den Titel einer Basilica minor. Die Kirche wurde ab 1186 im normannisch-gotischen Stil erbaut und ist seit 1933 ein nationales Denkmal.

## Geschichte

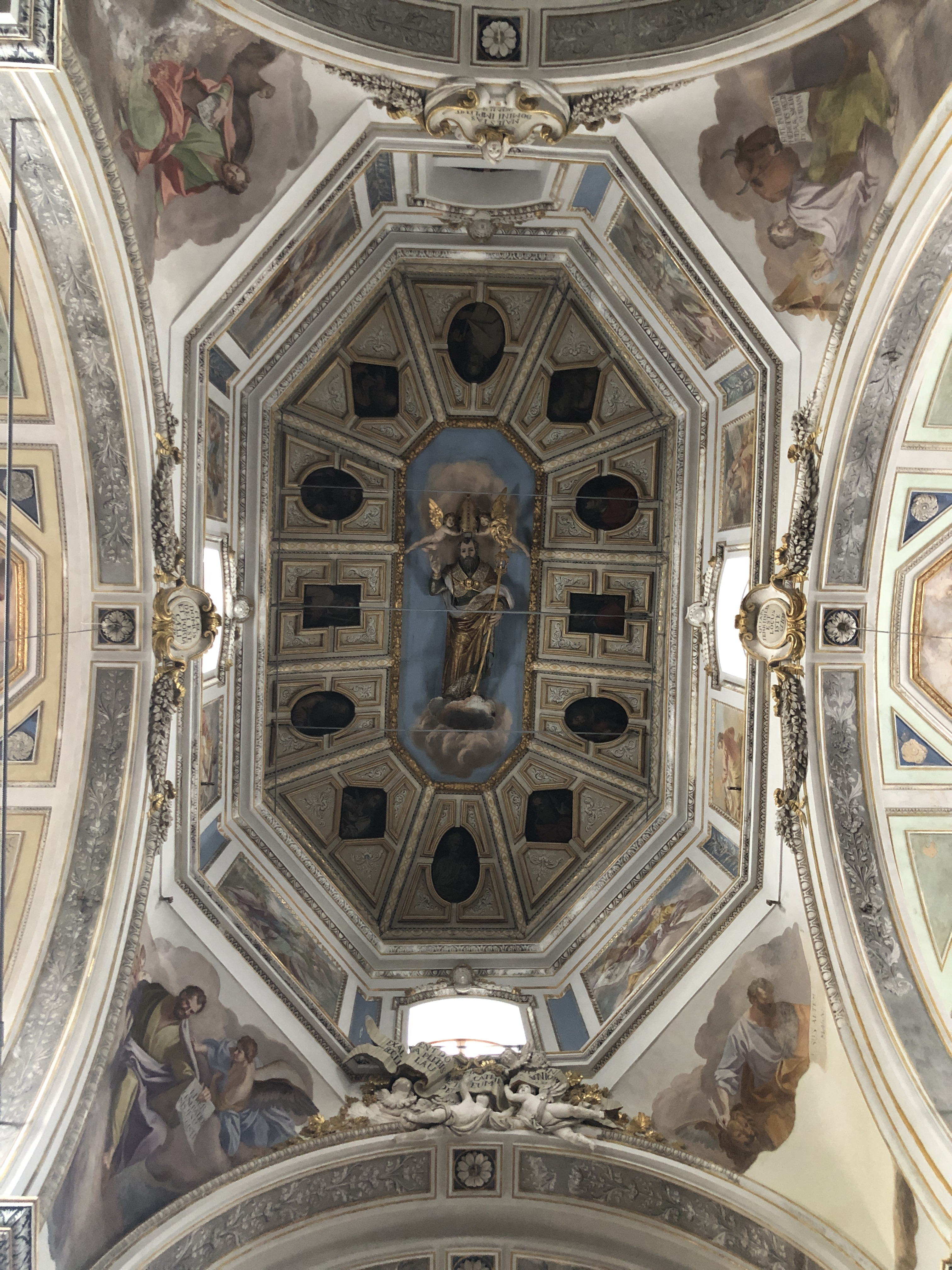
Vierung

In byzantinischer Zeit wurde auf den Fundamenten eines römischen Tempels eine Kirche mit einer Krypta errichtet und Petrus gewidmet. Die ursprünglichen Strukturen des Tempels sind in ihrer heutigen Form erhalten geblieben. Die Gründung fällt in das Jahr der Hochzeit (1186) von Konstanze von Sizilien, der letzten Thronanwärterin des Hauses Hauteville, und Frau des deutschen Kaisers Heinrich VI. von Schwaben. Der ursprüngliche Bau war in reinem gotisch-sizilianischen Stil gehalten und diente als Pfalzkapelle.
Bei der Renovierung und Vergrößerung unter aragonesischer Herrschaft in der Blütezeit der sizilianischen Renaissance 1486–1490 wurden Änderungen im Renaissance- und katalanischen Stil vorgenommen. Der Wiederaufbau der Kirche wurde von der Familie Valguarnera in Auftrag gegeben, den Herren des Lehens von Assoro. Die Kirche wurde 1492 zur Pfarrkirche und 1499 zur Basilica minor erhoben.
Bei den Restaurierungsarbeiten nach dem Erdbeben im Val di Noto im Jahr 1693 erhielt das Gebäude barocke Züge und wurde mit Stuck aus Serpotta verziert. 1933 wurde die Kirche zum nationalen Denkmal erklärt.

## Beschreibung

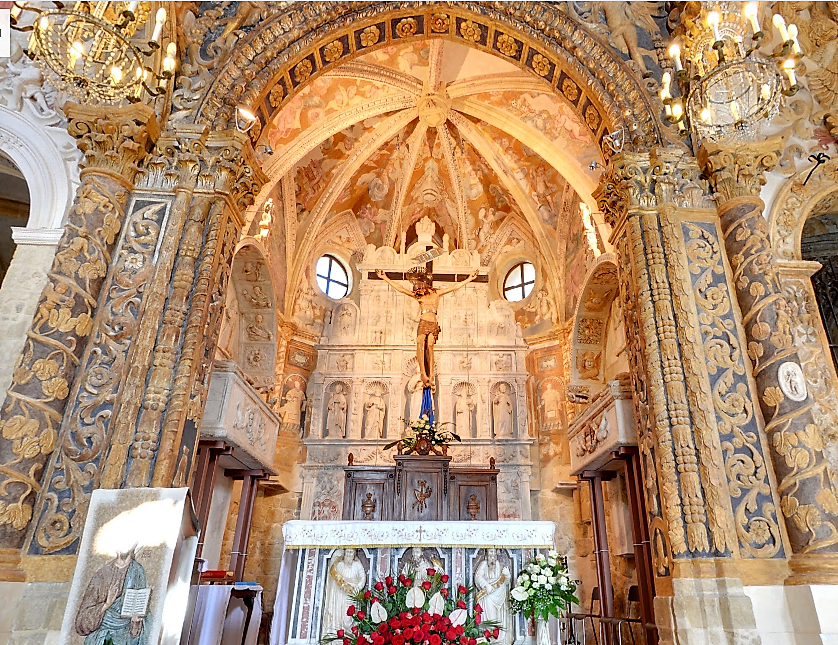
Altarraum

Die Basilika mit kreuzförmigem Grundriss ist durch salomonische Säulen in drei Schiffe unterteilt. Sie wurde im Laufe der Jahrhunderte immer mehr verziert. Die Hauptelemente sind gotisch: Das Mittelschiff ist hoch und die Fassade hat ein rundes Fenster über einem leicht spitzen Mittelportal. Die Kirche steigt erst zum Querschiff und dann zu den Apsiden an. Die Kirche wird von einem bemalten Holzdach mit Dachstühlen bedeckt.
Die Ausstattung ist eine Mischung aus arabischem, gotischem und katalanischem Stil mit späteren barocken Elementen. Sie umfasst zahlreiche Kunstwerke aus vergangenen Jahrhunderten, darunter ein Kruzifix aus Holz und Stuck, das Antonello Gagini zugeschrieben wird, ein großes Polyptychon mit Skulpturen, das zum Taufbecken gehört und ebenfalls Gagini zugeschrieben wird, ein Silberkreuz von Vincenzo Archifel, vier mittelalterliche Sarkophage, die den Grafen von Valguarnera gehörten, und eine frühchristliche Krypta unterhalb der Kirche.